# (37162) 2000 WV9
2000 WV9 (asteroide 37162) é um asteroide da cintura principal. Possui uma excentricidade de 0.11548220 e uma inclinação de 2.69589º.
Este asteroide foi descoberto no dia 22 de novembro de 2000 por Graham E. Bell em Eskridge.